# Ofensiva azerbaijana no Alto Carabaque em 2023
Em 19 de setembro de 2023, o Azerbaijão lançou uma ofensiva militar no autoproclamado estado separatista de Artsaque, que é internacionalmente reconhecido como parte do Azerbaijão. Os ataques ocorreram no meio de uma crise crescente causada pelo bloqueio do Azerbaijão à República de Artsaque, o que resultou em escassez significativa de suprimentos essenciais, como alimentos, medicamentos e outros bens na região afetada.

## Antecedentes
O conflito do Alto Carabaque é um conflito étnico e territorial entre a Armênia e o Azerbaijão sobre a região do Alto Carabaque, habitada principalmente por armênios étnicos. A região do Alto Carabaque é completamente reivindicada e parcialmente controlada de facto pela República separatista de Artsaque, mas é internacionalmente reconhecida como parte do Azerbaijão. O Azerbaijão controla de facto um terço da região do Alto Carabaque, bem como os sete distritos circundantes.
O conflito escalou em 1988, quando os armênios de Carabaque exigiram a transferência da região do Azerbaijão soviético para a Armênia soviética, desencadeando a Primeira Guerra do Alto Carabaque. No final de 2020, a Segunda Guerra do Alto Carabaque em larga escala resultou em milhares de vítimas e uma vitória significativa do Azerbaijão. Um armistício foi estabelecido por um acordo de sigma tripartido em 10 de novembro, resultando na Armênia e Artsaque perdendo os territórios circundantes do Alto Carabaque, bem como um terço do Alto Carabaque em si. Violações do cessar-fogo no Alto Carabaque e na fronteira armênio-azerbaijana continuaram após a guerra de 2020, com baixas intermitentes, mas contínuas.
Desde a guerra de 2020, o Azerbaijão retirou sua oferta de status especial ou autonomia para seus residentes armênios indígenas e insiste em sua "integração" no Azerbaijão. Mediadores internacionais e organizações de direitos humanos têm enfatizado a autodeterminação da população armênia local e não acreditam que os armênios de Artsaque possam viver com segurança sob o regime do presidente azerbaijano Ilham Aliyev.

## Prelúdio
Desde dezembro de 2022, o Azerbaijão bloqueou a República de Artsaque do mundo exterior, em violação ao acordo de cessar-fogo de 2020 e a decisões legais internacionais. O governo azeri tomou territórios ao redor do corredor de Lachin, tanto dentro de Artsaque quanto da Armênia, bloqueou rotas alternativas de contorno e instalou um posto de controle militar. O Azerbaijão também sabotou infraestrutura civil crítica de Artsaque, incluindo gás, eletricidade e acesso à Internet.
O bloqueio criou uma crise humanitária para a população de Artsaque; as importações de bens essenciais foram bloqueadas, assim como os comboios humanitários da Cruz Vermelha e dos pacificadores russos, aprisionando os 120 mil habitantes da região. A escassez de bens essenciais - incluindo eletricidade, combustível e reservas de água - é generalizada, e as reservas de emergência estão sendo racionadas, juntamente com o desemprego em massa e o fechamento de escolas e transporte público.
O Azerbaijão alega que suas ações visam impedir o transporte de armas e recursos naturais; o Azerbaijão também afirma que seu objetivo é a "integração" de Artsaque no Azerbaijão, apesar da oposição da população, e ameaçou ação militar caso o governo de Artsaque não se dissolva.
Inúmeros países, organizações internacionais e observadores de direitos humanos condenaram o bloqueio do Azerbaijão e o consideram uma forma de guerra híbrida, limpeza étnica, e genocídio. Múltiplos observadores internacionais também consideram o bloqueio e a inação dos pacificadores russos como violações do acordo de cessar-fogo tripartido assinado entre Armênia, Azerbaijão e Rússia, que encerrou a Segunda Guerra do Alto Carabaque e garante a passagem segura pelo corredor de Lachin. Azerbaijão e Rússia ignoraram apelos de vários países e organizações internacionais para restaurar a liberdade de movimento pelo corredor.
Duas semanas antes dos confrontos, o Instituto Lemkin para Prevenção de Genocídio emitiu um relatório no qual afirmava que "Há evidências alarmantes de que o presidente [Ilham] Aliyev pode estar planejando um ataque militar a Artsaque num futuro muito próximo", observando que Aliyev havia recentemente assinado um novo decreto ordenando que todos os cidadãos elegíveis com 18 anos ou mais se apresentassem para o serviço militar entre 1.º de outubro e 31 de outubro de 2023. O Instituto Lemkin também alertou que "um ataque militar a Artsaque poderia levar à fase de assassinato em massa do genocídio. Quase certamente resultaria no deslocamento forçado de armênios de Artsaque e na ampla comissão de atrocidades genocidas...[e]...Os armênios de Artsaque perderiam sua identidade distinta como Artsaquesis, uma identidade que foi forjada ao longo de séculos - milênios - de florescimento cultural independente em suas montanhas e vales".

## Cronologia

### 19 de setembro

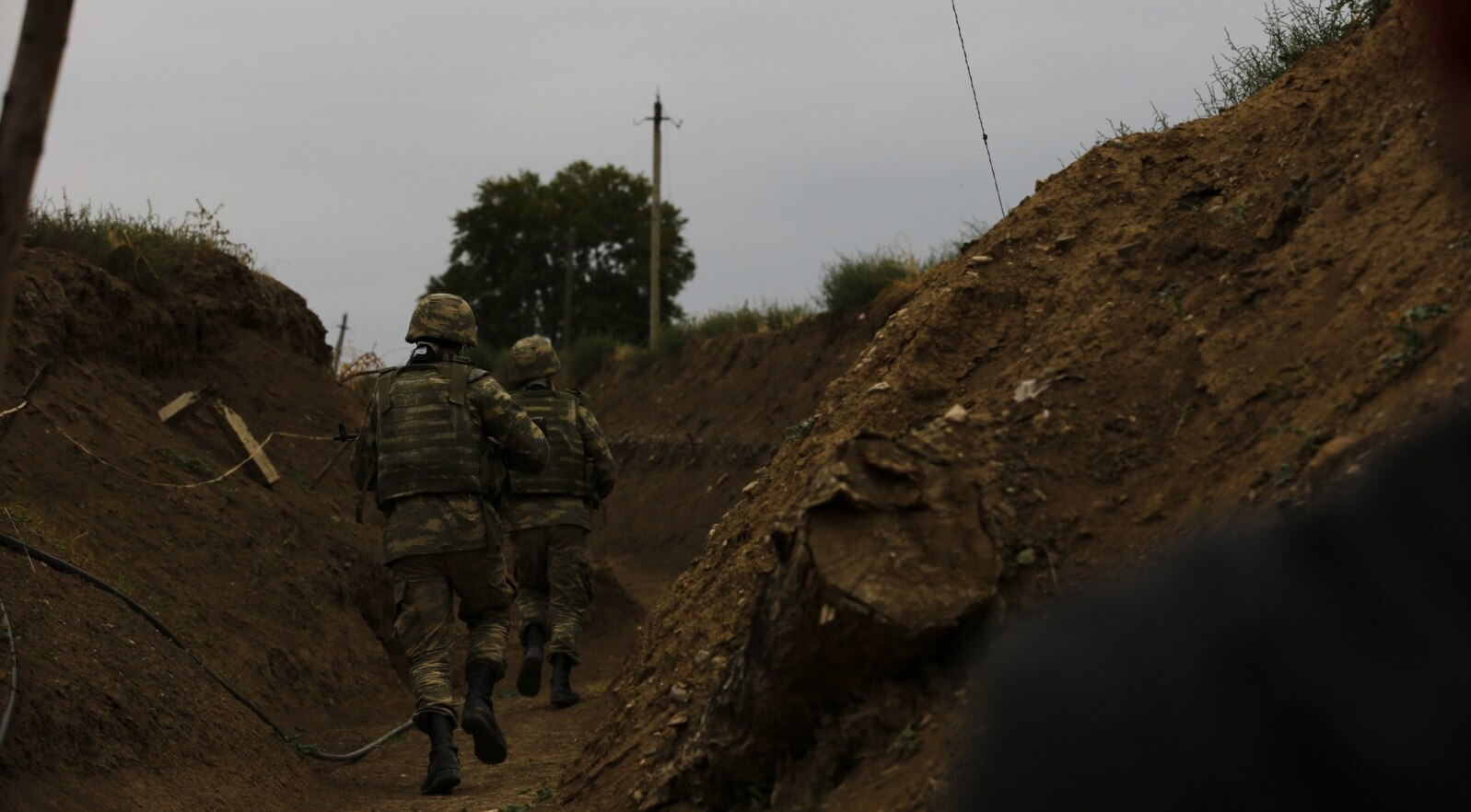
Soldados azerbaijanos lutando em Karabakh.

Em 19 de setembro de 2023, o Ministério da Defesa do Azerbaijão emitiu um comunicado, alegando que as Forças Armadas do Azerbaijão foram bombardeadas pelas forças armênias, o que levou ao aumento das tensões na região do Alto Carabaque. O comunicado foi seguido por informações de que houve fortificação das posições de combate, aumento das unidades de mobilização e expansão das atividades de reconhecimento. O comunicado acusou a Armênia de matar dois civis no mesmo dia com a explosão de um veículo com uma mina terrestre anexada, o que desencadeou "atividades antiterroristas locais", exigindo o desarmamento e retirada de todos os soldados armênios étnicos, bem como a rendição incondicional e dissolução da República de Artsaque. O comunicado terminou com a informação de que o contingente de paz russo e o Centro de Monitoramento Turco-Russo foram informados sobre as atividades em curso, mas a Rússia negou isso, acrescentando que seus pacificadores foram informados do assunto "alguns minutos" antes de começar.
O Azerbaijão afirmou que não estavam sendo atacadas posições civis com armamentos, mas ficou claro que os ataques estavam sendo realizados em proximidade a cidades grandes e áreas densamente povoadas. Os ataques ocorreram em meio a uma crise crescente causada pelo bloqueio efetivo do governo azerbaijano à República de Artsaque. Esse bloqueio resultou em escassez significativa de suprimentos essenciais, como alimentos, medicamentos e outros bens na região afetada. O Azerbaijão disse que havia estabelecido "corredores humanitários e pontos de recepção na estrada de Lachin e em outras direções" que "garantirão a evacuação da população da área perigosa". Esses anúncios foram distribuídos por SMS, panfletos e mídia social, provocando temores de limpeza étnica entre os residentes. As autoridades de Artsaque alertaram seus residentes de que "a máquina de propaganda azerbaijana usa medidas de influência de informação e psicológica em grande escala".
A liderança do Alto Carabaque ofereceu negociar com o Azerbaijão depois que este lançou sua ofensiva militar. "O lado do Alto Carabaque apela ao lado azerbaijano para cessar imediatamente as hostilidades e sentar-se à mesa de negociações com o objetivo de resolver a situação", disse em um comunicado emitido no final da tarde. O gabinete do presidente azeri, Ilham Aliyev, respondeu dizendo que está pronto para se encontrar com representantes armênios de Alto Carabaque na cidade azeri de Yevlakh. Ao mesmo tempo, enfatizou que a ofensiva azerbaijana continuará a menos que os armênios de Alto Carabaque desbandem seus órgãos governamentais e forças armadas.
As autoridades de Artsaque afirmaram que a capital de facto do estado, Estepanaquerte, e outras cidades estavam "sob pesado bombardeio", acusando o Azerbaijão de tentativa de limpeza étnica. O ombudsman de direitos humanos de Artsaque, Gegham Stepanyan, afirmou que dois civis, incluindo uma criança, foram mortos, enquanto 11 outros ficaram feridos, oito dos quais eram crianças.
As autoridades de Artsaque relataram que haviam evacuado mais de 7 mil pessoas de 16 povoados rurais.

### 20 de setembro

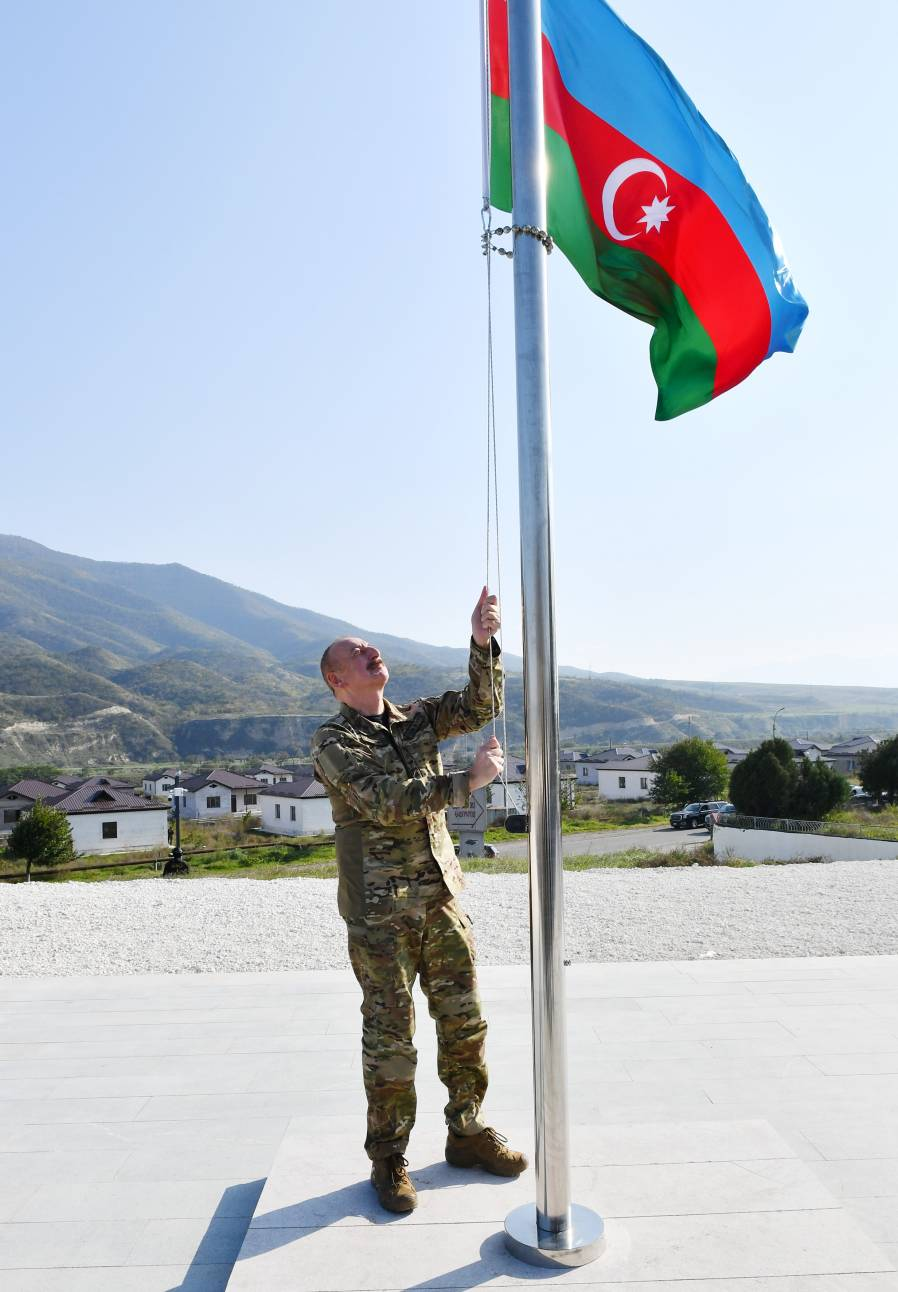
Ilham Aliyev hasteando a bandeira do Azerbaijão em Khojaly, uma cidade anteriormente controlada por Artsakh até a ofensiva.

Fontes armênias relataram que Aznavur Saghyan, o prefeito de Martuni, foi morto por um atirador azerbaijano. Forças azerbaijanas assumiram o controle do Mosteiro de Amaras, próximo da vila de Sos. Em seguida, o exército do Azerbaijão conquistou, sem muita resistência em sua maioria, os assentamentos de Chankatagh, Chapar, Charektar, Getavan, Karmir Shuka, Khachmach, Machkalashen, Sarushen Shosh e Vaghuhas. Além disso, foi reportado que a mina de Kashen, uma das maiores fontes de receitas fiscais para o governo Artsakhi, acabou caíndo sob controle azerbaijano. O presidente artsakhi, Samvel Shahramanyan, disse que "Nagorno-Karabakh terá que tomar medidas relevantes para garantir a segurança física da população".
As autoridades de Artsakhi concordaram com uma proposta das forças de manutenção da paz russas para estabelecer um cessar-fogo a partir das 13h00 do dia 20 de setembro. Nos termos do acordo, o governo da República de Artsakh concordou em desarmar-se e entrar em conversações com o governo do Azerbaijão sobre a reintegração do território. Entre as exigências do Azerbaijão estava a exigência de que Arsakh e a Armênia entregassem uma lista de indivíduos azerbaijanos para acusação e julgamento, incluindo antigos e atuais líderes civis e militares de Artsakhi. Grandes massas de civis armênios começaram a fugir de Artsakh após o anúncio do cessar-fogo, muitos deles reunidos no aeroporto de Stepanakert. O governo armênio afirmou que não estava envolvido na elaboração do acordo de cessar-fogo, enquanto o enviado presidencial do Azerbaijão, Elchin Amirbekov, disse que as forças de manutenção da paz russas ajudaram a facilitar o cessar-fogo.
O coronel Anar Eyvazov, porta-voz do Ministério da Defesa do Azerbaijão, anunciou que durante a operação, seus militares capturaram 90 posições inimigas. Ele também disse que as forças do país capturaram sete veículos de combate, um tanque, quatro morteiros e dois veículos de combate de infantaria de unidades militares armênias como troféus.
Os bombardeios em Stepanakert continuaram até que a rede elétrica da cidade foi desligada, várias horas depois que o cessar-fogo deveria entrar em vigor. De acordo com um comunicado do Ministério da Defesa russo, vários soldados da força de paz foram mortos perto da aldeia de Chankatagh, no Distrito de Tartar, depois do seu veículo ter sido atacado enquanto regressavam de um posto de observação. Embora o ministério não tenha declarado quem matou os militares das forças de manutenção da paz, eles afirmaram que os órgãos de investigação do Azerbaijão e da Rússia iriam trabalhar juntos no local. O Ministério da Defesa azerbaijano expressou as suas condolências à Rússia. Foi relatado que as forças de manutenção da paz foram mortas por bombardeios do Azerbaijão.
Davit Davtyan, prefeito de Mets Shen, relatou que a vila ainda era uma zona de combate ativa e sitiada pelas forças do Azerbaijão. Ele também relatou que a aldeia de Yeghtsahogh foi arrasada pelas forças do Azerbaijão antes que seus residentes pudessem ser evacuados.

## Análise
Vários analistas políticos e residentes do Alto Carabaque consideram que o objetivo subjacente da ofensiva do Azerbaijão seja a limpeza étnica.
Thomas de Waal, um membro sênior da Fundo Carnegie para a Paz Internacional na Europa, observou que o Azerbaijão possivelmente se sentiu encorajado a iniciar sua ofensiva durante um período de deterioração das relações entre Rússia e Armênia, e a perda dos "melhores comandantes" da força de pacificação russa devido à invasão da Ucrânia. Ele também afirmou que a Rússia poderia aproveitar essa crise para instigar uma mudança de regime na Armênia.